# Радикондоли
Радико̀ндоли (на италиански: Radicondoli) е село и община в централна Италия, провинция Сиена, регион Тоскана. Разположено е на 509 m надморска височина. Населението на общината е 954 души (към 2010 г.).